# Большешереметьевский сельсовет
Большешереметьевский сельсовет — сельское поселение в Пичаевском районе Тамбовской области Российской Федерации.
Административный центр — село Большое Шереметьево.

## История
Статус и границы сельского поселения установлены Законом Тамбовской области от 17 сентября 2004 года № 232-З «Об установлении границ и определении места нахождения представительных органов муниципальных образований в Тамбовской области».

## Население
| 2010 | 2012 | 2013 | 2014 | 2015 | 2016 | 2017 |
| ---- | ---- | ---- | ---- | ---- | ---- | ---- |
| 870  | ↘858 | ↘852 | ↘845 | ↘830 | ↗838 | ↘829 |
| 2018 | 2019 | 2020 | 2021 |      |      |      |
| ↘804 | ↘780 | ↘759 | ↘637 |      |      |      |

## Состав сельского поселения
| № | Населённый пункт    | Тип населённого пункта       | Население |
| - | ------------------- | ---------------------------- | --------- |
| 1 | Большое Шереметьево | село, административный центр | ↘671      |
| 2 | Бугровский          | посёлок                      | 0         |
| 3 | Вышенка             | село                         | ↘151      |
| 4 | Садовый             | посёлок                      | ↘48       |

Упразднённый населённый пункт:
- Константиновка[13]